# نفيسة علي
نفيسة علي هي متسابقة ملكة الجمال وسياسية وعارضة وسباح وممثلة هندية، ولدت في 8 يناير 1957 بمومباي في الهند.

## وصلات خارجية
- نفيسة علي على موقع IMDb (الإنجليزية)
- نفيسة علي على موقع أول موفي (الإنجليزية)
- نفيسة علي على موقع قاعدة بيانات الفيلم (الإنجليزية)